# Georg Gustav Detharding

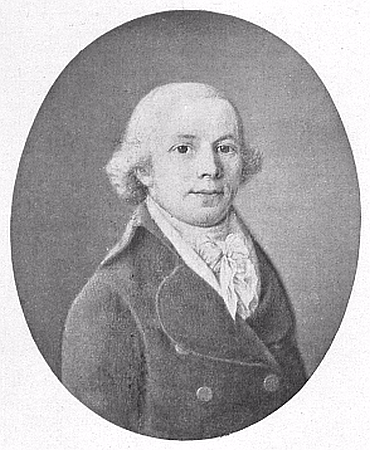
Georg Gustav Detharding

Georg Gustav Detharding (* 22. Juni 1765 in Rostock; † 3. Februar 1838 ebenda) war ein deutscher Mediziner (Gynäkologe), Botaniker und Malakologe, der niedergelassener Arzt in Rostock war. Sein offizielles botanisches Autorenkürzel lautet „Dethard.“
Sein Vater Georg Christoph Detharding war ebenfalls Arzt in Rostock. Er besuchte die Stadtschule in Rostock und studierte Medizin in Jena mit der Promotion 1787 (mit einer Dissertation über Entbindung). Danach besuchte er noch bekannte Heilanstalten in Deutschland, bevor er sich in Rostock als Arzt niederließ, wobei er sich auf Geburtshilfe (Gynäkologie) spezialisierte. Ab 1789/90 hielt er dort auch Medizinvorlesungen, gab das aber bald wieder auf.
Neben seiner Tätigkeit als Arzt forschte er vor allem in der Botanik. Er legte dank guter Kontakte zu in- und ausländischen Wissenschaftlern ein Herbarium vivum an und hatte eine Mineralien- und Konchyliensammlung. Darüber hinaus besaß er eine wertvolle naturkundliche Bibliothek. Er veröffentlichte ein Verzeichnis von Weichtieren aus Mecklenburg (1794) und der Samenpflanzen Mecklenburgs (1828).
1800 wurde er Mitglied der Leopoldina. Er war auch Mitglied der naturkundlichen Gesellschaften in Jena, Kassel, Dreißigacker (Forstakademie) und Rostock, in der er 1800 Gründungsmitglied war.
Er war mit Marie Elizabeth Sophie Tarnow (1774–1859) verheiratet und hatte acht Kinder, darunter den Sohn Georg Wilhelm, der Militärarzt in Rostock war.

## Schriften
- Systematisches Verzeichnis der mecklenburgischen Conchylien, Schwerin 1794 (Herausgeber und Vorwort Adolph Christian Siemssen)
- Conspectus plantarum magniducatuum Megalopolitanorum phanerogamarum,  Rostock 1828

Außerdem veröffentlichte er über Gynäkologie und Geburtshilfe.